# Лили Ален и Пријатељи
Лили Ален и Пријатељи (енгл. Lily Allen and Friends) је британска ток-шоу емисија која се приказује на Би-Би-Си-ју. Прва епизода емитована је 12. фебруара 2008. Емисију води британска певачица Лили Ален, којој је то уједно и прва ТВ емисија у којој је водитељка.

## О емисији
Гости у емисији су разне познате особе, као и њени пријатељи који се појављују он-лине путем ЈуТјуба и Мајспејса, а сваку недељу публика има прилику да постави питање госту.

### Контроверзе
Током снимања прве епизоде део публике и њених пријатеља који је требало да се појаве онлајн отишао је са снимања пре завршетка, наводно због досаде, црног хумора, неугодне атмосфере, као и касноноћног снимања. Лили Ален је одбацила те тврдње и изјавила да је део публике требало да оде да не би закаснили на воз. Неке учитељске заједнице напале су ББЦ због исечка приказаног у емисији где студент наставнику скине панталоне. Лили се на то само насмејала, а касније и изјавила:
То са учитељем је било детињасто, али забавно.
Током интервјуа са једним својим гостом, Лили је „случајно“ показала своје попрсје публици, и то пуна три минута.

### 2. сезона
Дана 1. априла 2008. БиБиСи је потврдио да ће се снимити и друга сезона емисије која ће садржавати 8 епизода. Постоје гласине да ће се сезона снимити 2011, јер је Лили тренутно заузета промовисањем свог албума и актуалном турнејом.